# Coscoller
Coscoller és un paratge del terme municipal de Castell de Mur, dins de l'antic terme de Guàrdia de Tremp, al Pallars Jussà, en territori del poble de Cellers.
Està situat uns 500 metres a ponent, lleugerament decantat cap al nord, del poble de Cellers, al sud-est de la Masia de Tató, a l'esquerra del barranc de Moror. És al sud de les Collades i al nord de l'Obaga de Renó.